# Коїдзумі Хіросі
Хіроші Коїдзумі (яп. 小泉 博) (нар. 12 серпня 1926 — пом. 31 травня 2015) — японський актор. Зіграв понад дев'яноста ролей в кіно, але грає також у театрі. Зазвичай грає науковців, але у фільмі «Late Chrysanthemums» (1954) виконав роль молодого та сильного хлопця, що одружився зі старою, але заможною жінкою, щоб вирватися з нетрів. Хіроші Коїдзумі знявся в багатьох фільмах із серії Ґодзілла.

## Вибрана фільмографія
- Пізня хризантема [en] (1954)
- Ґодзілла знову нападає (1955)
- Прощання з жінкою на ім'я Моя сестра [en] (1957)
- Пісня нареченій[en] (1958)
- Мотра (1961)
- Матанґо[en] (1963)
- Атрагон: Літаюча суперсубмаріна (1963)
- Мотра проти Ґодзілли (1964)
- Доґора, космічний монстр (1964) - Кірін [1]
- Ґідора, триголовий монстр (1964)
- Ґодзілла проти Мехаґодзілли (1974)
- Ґодзілла (1984)
- Ґодзілла, Мотра, Мехаґодзілла: Врятуйте Токіо (2003)